# Mäntsälä vasútállomás
A Mäntsälä vasútállomás, vasútállomás Finnországban, Mäntsälä településen található.

## Vasútvonalak
Az állomást az alábbi vasútvonalak érintik:
- Kerava–Lahti-vasútvonal

## Kapcsolódó állomások
A vasútállomáshoz az alábbi állomások vannak a legközelebb:
- Haarajoki vasútállomás (Helsinki Central, dél, Z Helsinki - Lahti)
- Henna railway station (Kouvola vasútállomás, észak, Z Helsinki - Lahti)